# IC 1736
IC 1736 је спирална галаксија у сазвјежђу Ован која се налази на листи објеката дубоког неба у Индекс каталогу.
Деклинација објекта је + 18° 18' 9" а ректасцензија 1h 50m 53,2s. Привидна величина (магнитуда) објекта IC 1736 износи 14,1 а фотографска магнитуда 14,9. IC 1736 је још познат и под ознакама UGC 1309, MCG 3-5-20, CGCG 460-32, PGC 6814.